# Ljudmila Pawlowna Wesselkowa
Ljudmila Pawlowna Wesselkowa (russisch Людмила Павловна Веселкова, engl. Transkription Lyudmila Veselkova, geb. Семенюта – Semenjuta – Semenyuta; * 25. Oktober 1950) ist eine ehemalige russische Mittelstreckenläuferin, die für die Sowjetunion startete.
Über 800 Meter wurde sie 1981 Zweite beim Europacup in Zagreb und siegte beim Weltcup in Rom. Im Jahr darauf gewann sie bei den Europameisterschaften 1982 in Athen Silber.
1980 und 1981 wurde sie jeweils Sowjetische Meisterin über 800 und 1500 Meter. 1981 wurde sie außerdem Sowjetische Hallenmeisterin über 1000 Meter.

## Persönliche Bestzeiten
- 400 m: 51,77 s, 7. August 1981, Moskau
- 800 m: 1:55,96 min, 8. September 1982, Athen
  - Halle: 2:01,8 min, 15. Februar 1980, Moskau
- 1000 m (Halle): 2:39,6 min, 8. Februar 1981, Minsk
- 1500 m: 4:02,37 min, 22. Juni 1984, Kiew
  - Halle: 4:10,3 min, 16. Februar 1980, Moskau
- 1 Meile: 4:20,89 min, 12. September 1981, Bologna
- 3000 m: 8:55,2 min, 20. August 1983, Leningrad